# Народное движение (Германия)

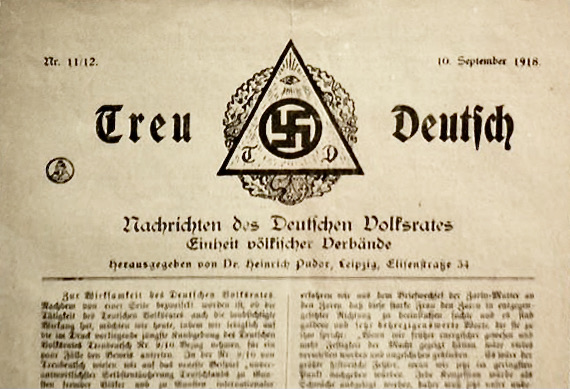
Фёлькише-газета Treu Deutsch («Истинный немец») 1918 года, публиковавшаяся националистом Генрихом Пудором, с изображением свастики

Наро́дное движе́ние (нем. Völkische Bewegung, фёлькише, фёлькиш; также иногда нем. Deutschbewegung, «немецкое движение») — движение, распространённое в Германии и Австрии конца XIX — начала XX века и характеризующееся расистской антисемитской идеологией радикального этнического национализма доминирующего населения. Центральными элементами мировоззрения были расизм и элитаризм. Движение включало религиозный — неоязыческий компонент. До нацистской эпохи не имело организационного единства.
Движение фёлькише возникло в противовес модернизационным тенденциям Вильгельмовской империи, включавшим трансформацию статичного аграрного общества в динамичную, конкурентоспособную, урбанизированную и промышленную систему после объединения Германии, процесса, который совпал с полной эмансипацией немецких евреев в 1869 году. Новые тенденции включали либерализм, демократию, социализм и промышленный капитализм, рост которых идеологи фёлькише приписывали в первую очередь «подрывному влиянию» евреев.
Прилагательное фёлькиш (нем. völkisch) образовано в последней трети XIX века от слова Volk (народ) в качестве альтернативы слову national (национальный), которое использовалось в немецком языке, но воспринималось негативно. Идеология развилась из немецкого националистического романтизма. Фёлькише соединило национализм, антилиберализм, культурный пессимизм и расизм в общую идеологическую систему. Черпая вдохновение и элементы своей идеологии из романтической эпохи и Освободительной войны против Наполеона, публицисты фёлькише прославляли уникальность и превосходство немецких языка, истории, духовности и «расы».
Идеи фёлькише оказали прямое влияние на оккультное учение ариософии. Термин «ариософия» также может использоваться в общем для описания «арийских» / эзотерических учений подмножества фёлькише.
Движение состояло из большого числа религиозно-политических групп под названием Бюнде (Bünde), лидеры и последователи которых были тесно связаны друг с другом и позднее с развивающейся Нацистской партией. Идеология оказала значительное влияние на различные стороны немецкой культуры на рубеже XIX—XX веков.
Разочарование от поражения Германии в Первой мировой войне и широко распространённое восприятие Веймарской республики как «негерманской» формы правления, навязанной победившими союзниками, привели к смещению идей и ценностей фёлькише из маргинальной сферы в мейнстрим немецких правых. Как одно из движений в рамках фёлькише либо как находившийся под сильным влиянием фёлькише рассматривается нацизм. Нацистская партия стала самой популярной и успешной среди организаций фёлькише, которые она поглотила или вытеснила после прихода к власти в 1933 году.

## Термин
В 1875 году лингвист Герман фон Пфистер-Швайгхузен, движимый идеей очищения немецкого языка и культуры от иностранного влияния, ввёл прилагательное völkisch, происходящее от существительного Volk (нация или народ) в качестве немецкой замены для слова national, имевшего латинские корни. Эта смена терминов сопровождалась принципиальной сменой значений, в результате чего «фёлькиш» получило значение не «национальный», а стало означать труднопереводимое на другие языки понятие.
В своих исследованиях идеологии фёлькише историк Джордж Мосс указывал на духовные коннотации слова Volk. В XIX веке в рамках немецкой культуры этот термин приобрёл значение, существенно выходящее за рамки обычного понятия «народ»: национальное единство, одухотворяемое общей творческой энергией, метафизические качества, определяющие уникальный культурный статус немцев.
Термин получил значение специфической формы национализма, который основан на идее приоритета кровной близости. Идеологическая окраска у термина Volk возникла по причине культурной ориентации, которая стала результатом весьма медленного процесса объединения Германии, а также в условиях получившей широкое распространение романтической реакции на модернизацию.
Термин получил широкое распространение в 1890-х годах, в десятилетие, когда были сформированы многочисленные националистические и нативистские организации для продвижения «подлинной» немецкой культуры и «расового сознания» как способа получения народной поддержки правой политики.
Журналист Питер Росс Рэндж писал, что Völkisch очень сложно определить и почти невозможно перевести. Это слово переводилось как популярный, популистский, народный, расовый, расистский, этно-шовинистский, националистический, коммунитаристский (только для немцев), консервативный, традиционный, нордический, романтический. Движение может быть описано всеми этими определениями.

## Формирование
Элементы идеологии völkisch можно найти в работах таких писателей начала XIX века, как поэт Эрнст Мориц Арндт, философ Иоганн Готлиб Фихте и пионер физического воспитания Фридрих Людвиг Ян, все из которых стремились укрепить немецкую этничность (Volkstum) и пренебрежительно отзывались о евреях. Однако политические цели движения völkisch, возникшего в конце XIX века, были более экстремальными, чем популизм их романтических предшественников.
Движение фёлькише возникло в результате развития и радикализации немецкого национализма и национального романтизма. Этнический национализм появился в Германии на рубеже XVIII—XIX веков, когда страна была раздроблена. В его основе лежала идея культурного единства всех немцев независимо от государственной принадлежности. Теоретически это обосновал Иоганн Гердер, первым приписавший культуре черты индивида. Основу германского национализма составляло холистическое представление о населении, которое объединено общими языком и культурой и представляет собой своего рода единый организм, наделённый общей духовностью и общим психическим складом, что отличает его от таких же характеристик других народов. Духовность передаётся из поколения в поколение, то есть якобы наследуется биологическим путём и связывает народ с определённым физическим обликом. Эта связь обусловливает большую глубину и непрерывность истории народа, что позволяет искать его корни в далёком прошлом. Распространено представление, что именно в отдалённом прошлом народ обладал первозданной культурной и биологической чистотой.
Имея общий «дух», народ должен иметь и общие интересы, разделять единую идеологию. Радикальный национализм (интегральный национализм) признаёт деление общества на социальные группы или классы, но рассматривает их в качестве функциональных категорий, работающих на общее дело. Идеальной политической организацией считается единое общенародное государство с одной партией и одним лидером, что должно исключить борьбу классов. В нацизме эта идея выражена в лозунге: «Один народ, одна партия, один фюрер». Раньше сходную позицию занимали русские черносотенцы. Культуры народов представляются как строго локальные, развивающиеся своим путём и неспособные достичь полного взаимопонимания по причине различного «народного духа».
«Народный дух» часто отождествляется с религией, поэтому возникает стремление создать или возродить собственную религию или национализировать одну из мировых религий. Генрих Гейне связывал национализм с язычеством. Разделявший его мнение философ Н. А. Бердяев отмечал закономерность тенденции перехода германского антисемитизма в антихристианство. Публицист Д. С. Пасманик (1923) писал, что последовательный антисемитизм должен отвергать не только иудаизм, но и христианство.
Утверждается, что «дух» народа определяется конкретным природным окружением, и тесные контакты с другими культурами разрушают «дух нации». Исторический процесс рассматривается в качестве борьбы разных народов и рас. Стремление сохранить культуру в «первозданной чистоте» и защитить свой народ от якобы враждебных ему народов и рас приводит к идее этнических чисток.

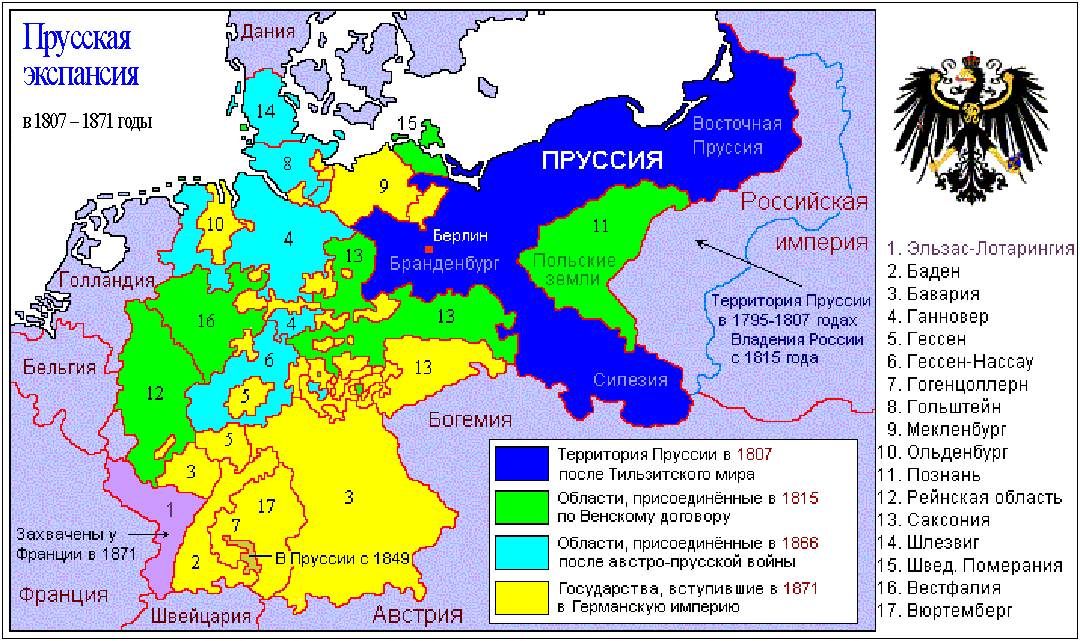
Объединение Германии вокруг Пруссии в 1807—1871

Ввиду трудностей в политическом объединении, немцы занимались поиском национального единства в культурной сфере. Поскольку политические формы единства оказались недосягаемы, националистическая культура обратилась к образам прошлого. Этот акцент на прошлое и традиции сделал причины объединения глубоко мифологическими по своему характеру. Политическое объединение под началом Пруссии в 1871 году не дало ожидаемого патетического национального самосознания, а исключение Австрии из нового Рейха оставило значительную часть немцев за пределами объединённого государства, что вызвало негативную реакцию националистов в обеих странах.
Народническая идеология характеризовалась общей реакцией на современность. Социально-экономическое развитие Германии и Австро-Венгрии существенно отставало от западных стран. В условиях сохранения докапиталистических отношений и учреждений ускоренная модернизация воспринималась как принуждение в отношении тех, кто продолжал связывать себя с традиционным укладом. Многими немцами новации рассматривались негативно, они разрушали устоявшиеся связи и посягали на чувства безопасности и надёжности. Под влиянием этих настроений негативную реакцию вызывали также либерализм и рационализм, которые демистифицировали освящённый временем порядок, принятые авторитеты и предрассудки. Негативное отношение к современности характеризует труды немецких националистических «пророков», таких как Пауль Делагарди, Юлиус Ланг и Мёллер ван ден Брук. Расизм и элитаризм стали основным содержанием идеологии фёлькише. Из идеи расовых различий делался вывод, что необходимо разделить народы на «высшие» и «низшие» по их «расовым качествам». Из антропологии и лингвистики заимствовались практические стандарты для расовых классификаций. Эти стандарты составили основной элемент идеологических восхвалений «германской расы».

## Идеология
Движение не было единым, являясь «котлом верований, страхов и надежд, которые находили выражение в различных движениях и часто выражались эмоциональным тоном». По словам историка Николаса Гудрика-Кларка, Völkisch обозначал «национальную коллективность, вдохновленную общей творческой энергией, ощущениями и чувством индивидуальности. Эти метафизические качества должны были определять уникальную культурную сущность немецкого народа». По мнению исследователя Давида Яблонского, политическая идеология фёлькише варьировалась от чувства немецкого превосходства до духовного сопротивления «злу индустриализации и атомизации современного человека».
Главной целью движения völkisch было углубление чувства национальной солидарности немцев посредством обращения к мистическому понятию расовой кровной связи между всеми членами этнического сообщества. Эта расовая мифология была разработана с целью преодоления многочисленных социальных, политических, религиозных, культурных и территориальных разделений в недавно объединённой Германской империи и создания народного консенсуса в сфере глубоко реакционной и часто противоречивой политики. Эта политическая повестка обычно включала такие требования, как роспуск парламентской системы; подавление либеральных и социалистических партий и партийной политики в целом; восстановление докапиталистической экономической системы, основанной на сельском хозяйстве, ремёслах и мелкой собственности; «реформа» немецких социальных институтов, «испорченных» коммерциализмом и материализмом; создание специфически немецкой религии (будь то протестантская христианская или нордическая неоязыческая); возрождение нации посредством «расовой гигиены»; укрепление иерархического, авторитарного и милитаристского государства; объединение всех этнических немцев в едином великом Рейхе; завоевание и колонизация иностранных территорий; полное устранение евреев из немецкого общества. Отличительной чертой движения völkisch было первостепенное значение, которое его приверженцы придавали еврейскому вопросу, понимаемому ими как расовая проблема. Отмена прав гражданства для евреев и изгнание евреев были ключевыми составляющими частями предложенного völkisch проекта национального возрождения и немецкой экспансии.

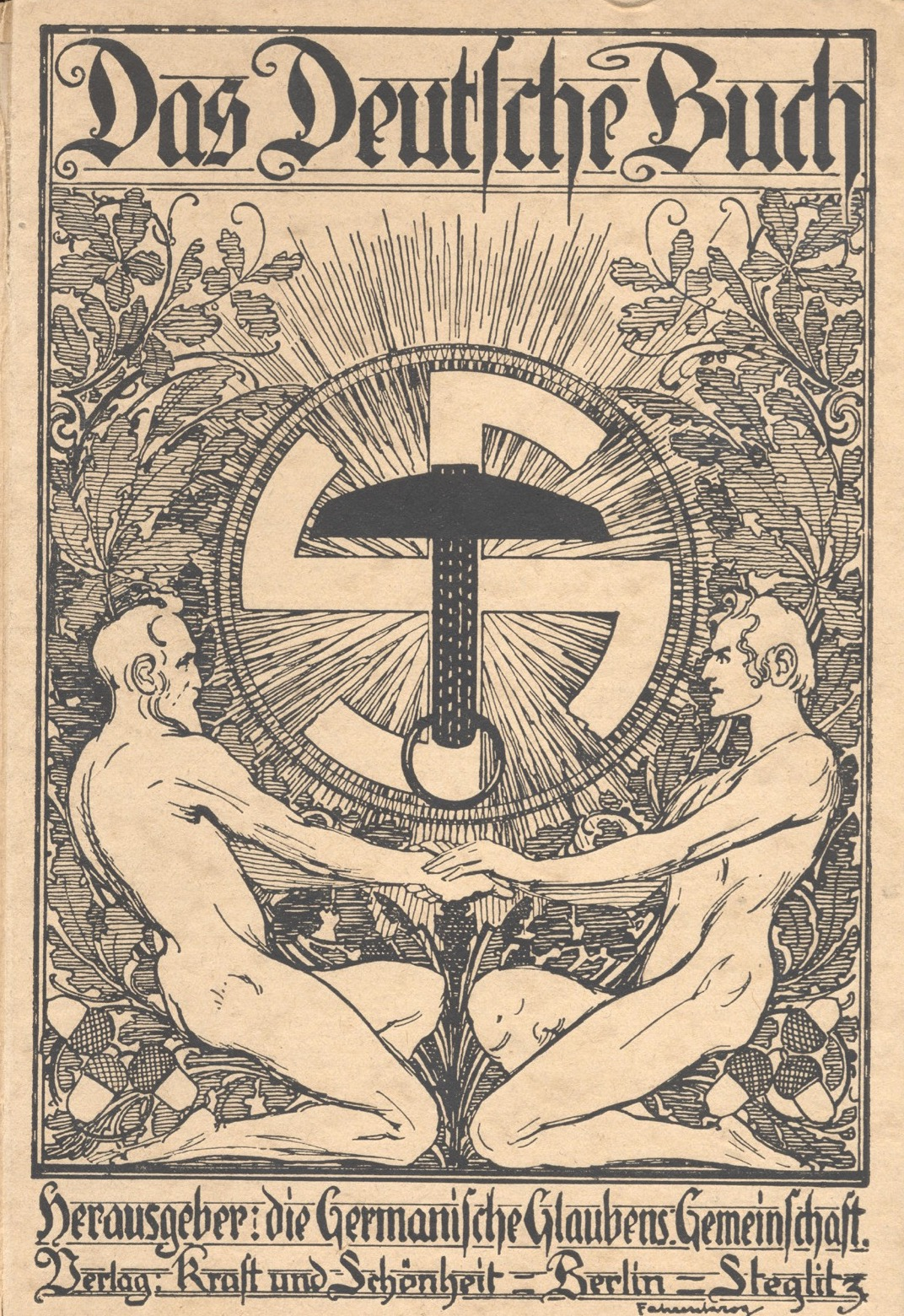
Немецкая неоязыческая организация «Общество германской веры» (Germanische Glaubens-Gemeinschaft, GGG), основанная художником и поэтом Людвигом Фаренкрогом, представителем движения фёлькише. Брошюра, около 1920

Фёлькише черпало вдохновение из немецкого романтизма и его увлечения средневековым Германским Рейхом, обладавшим, как утверждалось, гармоничным иерархическим порядком. Движение сочетало в себе сентиментальный патриотический интерес к немецкому фольклору и краеведению, антигородской популизм в духе «назад к земле» со многими параллелями в трудах Уильяма Морриса. По мнению А. Николлса, «отчасти эта идеология была бунтом против современности». Стремясь преодолеть то, что они считали недугом сциентистской и рационалистической современности, авторы фёлькише находили духовное решение в сущности «народа», воспринимаемой как подлинное, интуитивное, даже «примитивное», в смысле расположения «народа» на уровне с изначального (примордиального) космического порядка.
Мыслители фёлькише были склонны идеализировать миф о «первоначальной нации», которую, по их мнению, все ещё можно было найти в сельских районах Германии, форму «примитивной демократии, свободно подчинённой своей естественной элите». Идея «народа» (Volk) впоследствии трансформировалась в идею «расовой сущности», а мыслители фёлькише понимали под этим термином дающую жизнь и квазивечную сущность, а не социологическую категорию — так же, как они рассматривали «Природу».
Основанное на идее «крови и почвы», с 1900-х годов движение включало расизм, популизм, аграризм, романтический национализм и антисемитизм. Немецкими правыми начала XX века, в особенности фёлькише, народ понимался как эксклюзивное явление, которое комбинировалось ими с развивавшейся идеологией расизма. В работах участников движения понятия «народ», «нация» и «раса» имели тенденцию к отождествлению. Слово «фёлькиш» могло применяться как синоним национального и этнического, но в понимании, характерном для расового национализма. В рамках фёлькише раса рассматривалась как биологическая антропологическая категория, так и идеальная сущность или метафизическая категория. Гарольд Дж. Гордон-младший отмечал, что центральным компонентом идеологии фёлькише всегда был расизм.
Ранние критики культуры из числа völkisch, такие как Рихард Вагнер, Константин Франц и Пауль де Лагард, в 1870-х годах критиковали государство Бисмарка за его экономический либерализм, принятие парламентских институтов и неспособность создать единую национальную культуру. Более поздние идеологи völkisch, например, Юлиус Лангбен, Адольф Бартельс и Генрих Класс, воспринимали «железного канцлера» в качестве положительного контраста Вильгельму II, при котором модернизация, коммерциализация и «иудаизация» немецкого общества казались им необратимыми.
В конце XIX века свастика пережила своё второе рождение, в том числе в результате археологических работ известного археолога Генриха Шлимана, обнаружившего крест с загнутыми концами на месте Трои. Этот знак был сопоставлен Шлиманом с похожими фигурами на глиняных изделиях, которые были найдены в Германии, и выдвинул предположение, что это был «важный религиозный символ наших далеких предков». В начале XX века свастика получила большую популярность в Европе и большое число значений. Чаще всего она толковалась как символ удачи и успеха. Однако идеи Шлимана были использованы движением фёлькише, в рамках которого свастика получила интерпретацию как символ «принадлежности к арийцам» и немецкой националистической гордости. Большинство свастик Общества Листа и Общества Туле имели правую ориентацию, поскольку в традиции фёлькише не было принято устойчивое направление.
В рамках фёлькише может рассматриваться учение ариософии, созданное Гвидо фон Листом и Йёргом Ланцем фон Либенфельсом. Авторы учения негативно воспринимали ускорение социальных изменений, особенно вызванные промышленной революцией и имевшим место, с их точки зрения, отсутствием сплочённости немецкого народа, усугубляемым «иностранным» влиянием, таким как католицизм. Ариософы начали деятельность в Вене накануне Первой мировой войны, объединив идеи народнического (völkisch) немецкого национализма, расизма и оккультизма, который они почерпнули из теософии Елены Блаватской. Они ставили цель предсказать и оправдать будущую эру немецкого мирового порядка.

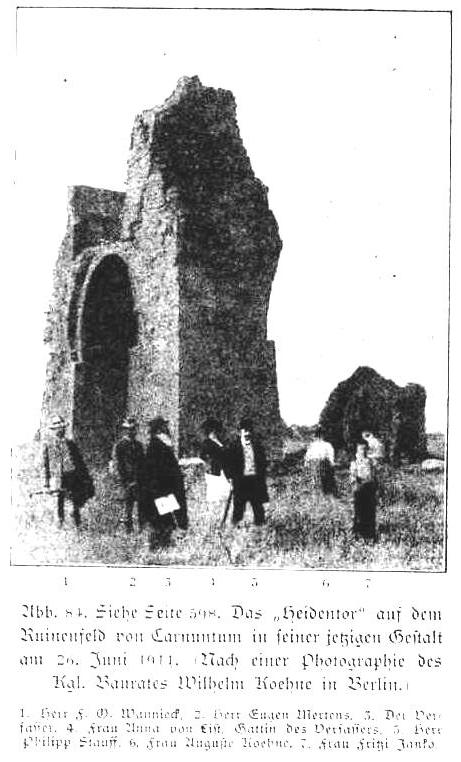
Гвидо фон Лист с членами общества своего имени у руин Карнунта в 1911 году в ходе путешествия по местам, которые Лист считал связанными с культом Вотана

Лист и другие авторы считали, что видимые биологические различия являются определяющими для интеллекта и ценности человека. Эти представления пересекались с имевшими популярность в то время концепциями, включая социальный дарвинизм, который распространял биологическое понимание борьбы за выживание на экономику, политику и общество в целом. Лист опирался на популярность таких концепций с целью доказать, что имеющие германское происхождение, всегда превосходят других людей. Эти идеи он использовал для создания учения арманизма, также известного как ариософия, системы представлений, основанной на псевдонаучных идеях об «арийской» чистоте и мистическом единстве духа и тела. В 1910 году Лист представил эти идеи в сочинении «Религия ариогерманского народа: эзотерическая и экзотерическая».
Лист утверждал, что существовала древняя развитая «ариогерманская» культура, достигшая своего рассвета за несколько тысячелетий до римской колонизации и христианства. По его словам, до насильственного внедрения христианства Карлом Великим на будущей Дунайской территории Германии практиковался вотанизм. Карла Великого Лист считал убийцей саксонцев в память о кровавом крещении им язычников Северной Германии. Лист рассматривал весь христианский период как эпоху упадка культуры, забвения истинной веры и противоестественного расового смешения, когда «арийская» правящая каста королей-священников вынуждена была скрываться, в тайне сберегая свои сакральные знания, которые теперь стали доступны Листу как полноправному аристократическому потомку этой касты.
Позже Ланц фон Либенфельс разработал свою популярную теорию в рамках ариософии. Теозоология Ланца стала квазирелигиозной доктриной, смешанной с биологией и зоологией и направленной на выстраивание классификации людей согласно расовой иерархии.

## История
Начало формирования фёлькише относится к середине или к концу XIX века.
Хотя антисемитские политические партии, безусловно, разделяли ориентацию völkisch, движение völkisch обычно более тесно отождествляется с внепарламентскими антисемитскими группами, которые возникли в 1890-х — 1900-х годах. Основанный Фридрихом Ланге в 1894 году «Немецкий союз» (Deutschbund) стал одной из первых попыток объединить движение, которое состояло из различных расистских групп, партий, культов и сект, часто соревновавшихся и соперничавших друг с другом.
Типичными эксцентричными примерами являются «ариогероический» культ австрийца Йорга Ланца фон Либенфельса, теософская расовая доктрина Гвидо фон Листа и Mittgart-Bund, основанный в 1906 году Виллибальдом Хентшелем для пропаганды его проектов селективного разведения немцев.
Также существовала напряжённость между сторонниками германского христианства, такими как расисты Хьюстон Стюарт Чемберлен, Людвиг Шеманн и Артур Бонус, и сторонниками арио-германской веры, такими как Людвиг Фаренкрог и Вильгельм Шванер, основателями Deutschreligiöse Glaubensgemeinschaft («Немецкой религиозной общины»), созданной в 1912 году.
Идеи фёлькише также распространялись в таких влиятельных группах интересов, как Ассоциация фермеров (создана в 1893), Немецкая национальная ассоциация служащих (1893), Deutscher Ostmarkenverein (1894), Лига промышленников (1895), Ассоциация немецкого флота (1898), Немецкая армейская лига (1912) и особенно Пангерманский союз (1891/1894), в которой пролизошёл приняла радикальный поворот в направлении фёлькише после прихода к её руководству в 1908 году Генриха Класса. Существовали принявшие идеологию völkisch студенческие и молодёжные группы, женские организации, и движения за «реформу» в искусстве, образовании и профессиях.

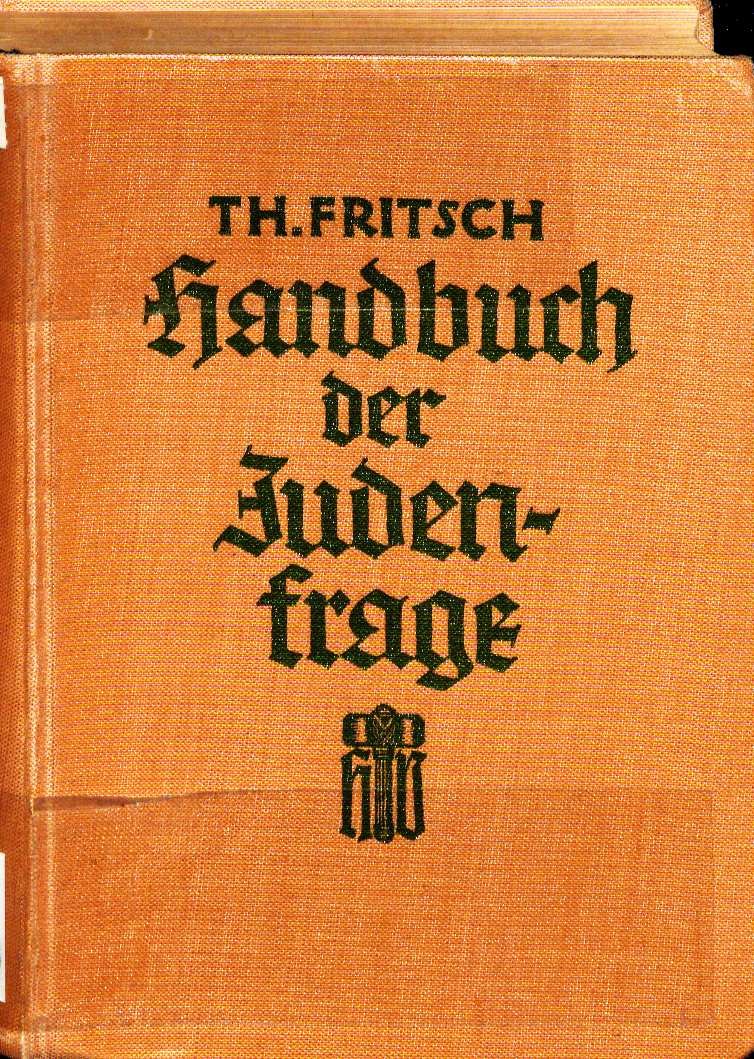
«Справочник по еврейскому вопросу» Теодора Фрича, издательство «Молот», Лейпциг, 1939

Наиболее радикальные руководящие кадры различных антисемитских организаций в 1912 году объединились в «Имперский союз молота» (Reichshammerbund) Теодора Фрича. Немецкий союз и «Имперская союз молота» были среди семнадцати организаций völkisch, которые в 1913 году объединились, создав Deutschvölkische Vereinigung.
Популистская, антикапиталистическая и антисистемная риторика и программа низвели движение völkisch до политической окраины монархии Вильгельма. Но эта ситуация начала меняться во время до Первой мировой войны. Публицисты völkisch активно выступали против немецкой мирной инициативы 1917 года. В тот же год мюнхенский издатель Юлиус Леман начал выпускать самый важный послевоенный журнал движения «Обновление Германии» (Deutschlands Erneuerung). После Ноябрьской революции и падения империи в 1918 году движение völkisch вышло из относительной изоляции имперской эпохи. Его контрреволюционные и мятежнические цели быстро получили поддержку самых разных правых, включая даже монархических консерваторов. Однако большая численность и более непримиримая идеология не привели к объединению движения. Хотя участники движения были согласны по вопросам необходимости организации по принципу фюрерства (Führerprinzip), свержения республики и установления национальной диктатуры для создания свободной от евреев (judenfrei) Германии, лидеры и организации völkisch продолжали ожесточенную борьбу за контроль над движением. Среди претендентов на лидерство были Эрих Людендорф, фаворит военных объединений (Wehrverbände); Константин фон Гебсаттель, поддерживаемый пангерманистами; Альфред Рот, глава крупнейшей послевоенной внепарламентской организации völkisch, «Немецкий народный союз обороны и наступления» (DSTB); Эрнст Граф цу Ревентлов, глава Немецкой партии народной свободы (Deutschvölkische Freiheitspartei); Райнхольд Вулле, глава Немецкого народного рабочего кружка (Deutschvölkischer Arbeitsring) в Берлине; и Вольфганг Капп, чей кратковременный путч в марте 1920 года получил поддержку всех кругов движения фёлькише.

## Влияние
Идеология фёлькише оказало влияние на развитие нацизма. Нацистское понимание расы было сформулировано в терминах фёлькише. Например, Ойген Фишер произнёс свою инаугурационную речь в качестве нацистского ректора на тему «Концепция Völkisch государства с точки зрения биологии» (29 июля 1933). В неоязычестве фёлькише берёт своё начало нацистская религиозность. Идеи фёлькише проникли в немецкую протестантскую церковь и нашли последователей среди некоторых католиков. Круги фёлькише повлияли на нацистскую символику: в 1919 году Фридрих Крон, член Общества Туле, оккультной организации в рамках фёлькише, и «Германский орден», разработал оригинальную версию нацистской свастики и первоначальный дизайн флага нацистского движения. Этот флаг был модифицирован Гитлером и позже стал флагом нацистской Германии.
В январе 1919 года Общество Туле сыграло важную роль в основании Немецкой рабочей партии (DAP), которая позже стала Национал-социалистической немецкой рабочей партией (NSDAP). Среди членов Общества Туле или его приглашённых гостей, которые позже стали членами нацистской партии, были Рудольф Гесс, Альфред Розенберг, Ганс Франк, Готфрид Федер, Дитрих Эккарт и Карл Харрер. Однако Гитлер никогда не был членом Общества Туле, а Гесс и Розенберг только посещали Общество в первые годы, прежде чем стать известными в нацистском движении. Карл Харрер, член Общества Туле, непосредственно участвовавший в создании DAP в 1919 году, был отстранен в конце года, когда Гитлер разработал постановления против законспирированных кругов. Став председателем НСДАП в 1921 году, Гитлер решил разорвать связь партии с Обществом Туле, изгнав при этом Харрера. Впоследствии Общество пришло в упадок и было распущено в 1925 году.
Из неразберихи конкурирующих друг с другом групп völkisch первоначально карликовая, базирующаяся в Мюнхене Национал-социалистическая немецкая рабочая партия Адольфа Гитлера вышла как сильнейшая völkisch организация. С самого начала её подчёркнутая апелляция к рабочему классу делала её менее обязанной богатой буржуазии, чем многие её соперники из среды völkisch. Запрет DSTB в 1922 году после убийства министра иностранных дел Германии Вальтера Ратенау, в котором были замешаны члены этой организации, открыл нацистам поле для поглощения большей части её членов. Нацисты также пользовались тем, что можно было бы назвать протекцией со стороны баварского государства, которое отказалось выполнять законы Веймарского правительства, ограничивающие праворадикальные организации. После неудавшейся попытки путча в ноябре 1923 года Гитлер избрал более прагматичный путь к власти, акцентируясь на организационной дисциплине, политическом активизме и практической пропаганде. В «Майн Кампф» выражал презрение к своим предшественникам из среды völkisch за их сектантство, отсутствие реалистичного подхода и политическую неэффективность. Тем не менее, подготовительная работа движения völkisch, как в Германии, так и в Австрии, была необходима для прихода Гитлера к власти. Нацисты воплотили в жизнь многие из давних целей völkisch, среди которых было устранение евреев из немецкого общества.
Йозеф Геббельс на съезде НСДАП в Нюрнберге в 1927 году заявил, что если бы популистское (völkisch) движение поняло власть и как вывести тысячи людей на улицы, оно обрело бы политическую власть 9 ноября 1918 года (начало немецкой Ноябрьской революции).
Длительное время влияние фёлькише на музыку, искусство, архитектуру считалось маргинальным явлением, которое понималось, в первую очередь, как кризисные явления в культурной сфере, находившиеся за пределами сферы науки, считавшейся свободной от этих националистических идей. Немецкую историографию исследователи воспринимали как «эталонную», восходящую к принципу Ранке и изображающую историю «какая она была на самом деле», без эмоций и пристрастности. Однако поражение Германии в Первой мировой войне стало причиной массового распространения понятия Volk в физическом и этно-биологическом расовом смысле. Под влиянием этих идей сформировалась новая дисциплина, германоведение (Deutschkunde), в период Веймарской республики укоренившаяся в научно-образовательной среде. В этой дисциплине методы классической германистики и этнографии были соединены с географией и биологией, создав идеологический синтез, ставший «научной» основой большей части националистических течений, включая национал-социализм. В рамках германоведения авторы занимались поиском немецких языковых и фольклорных следов неизменных «немецкого духа», «немецкой сущности» (Volkstum).

## В современном неоязычестве
В современном германском неоязычестве (Heathenry) термины Völkisch, neo-völkisch или англизированное folkish используются как эндонимы, так и экзонимы для групп, которые считают, что религия тесно связана с заявленной биологической расой. Практикующие направление фёлькише считают язычество местной религией биологически отличной расы, которая концептуализируется как «белая», «нордическая», «арийская», «североевропейская» или «английская». Неоязычники-фёлькише обычно считают эти классификации самоочевидными, несмотря на академический консенсус, что раса является культурной конструкцией. Фёлькише группы часто используют этнонационалистический язык и утверждают, что только члены этих расовых групп имеют право исповедовать данную религию, придерживаясь псевдонаучной точки зрения, что «боги и богини закодированы в ДНК» представителей расы. Некоторые практикующие объясняют идею связи своих расы и религии тем, что религия неразрывно связана с коллективным бессознательным этой расы. Американский неоязычник Стивен МакНаллен развил эти представления в концепцию, которую он назвал «метагенетика». МакНаллен и многие другие члены «этнической» фракции неоязычества прямо заявляют, что они не расисты, хотя Гарделл отметил, что их взгляды могут считаться расистскими в соответствии с конкретными определениями этого термина. Гарделл считал многих «этнических» неоязычников этническими националистами.
Многие практикующие направление фёлькише выражают неодобрение мультикультурализма и смешения рас в современной Европе, выступая за расовый сепаратизм. В онлайн-медиа неоязычники-фёлькише часто выражают веру в угрозу расового смешения, в чём они обвиняют общественно-политический истеблишмент, иногда утверждая, что их идеи расовой исключительности являются результатом угрозы, которую другие этнические группы представляют для «белых» людей. Хотя эти группы обычно заявляют о своей цели возродить германское язычество, их расоцентристские взгляды берут своё начало в культуре XIX века, а не древности. Дискурс этой группы содержит понятия о «предках» и «родине», которые понимаются весьма расплывчато. Исследователь Итан Дойл Уайт характеризует позицию Обряда Одина и Братства одинистов как «крайне правую».
Некоторые неоязычники направления фёлькише являются сторонниками превосходства «белой расы» и явными расистами, представляющими «радикальную расистскую» фракцию, которая использует названия одинизм, вотанизм и воденизм. По словам Каплана, эти адепты занимают «самые отдалённые уголки» неоязычества. Границы между этой формой неоязычества и национал-социализмом (нацизмом) «чрезвычайно тонкие», потому что его приверженцы восхваляют Адольфа Гитлера и нацистскую Германию, заявляют, что «белой расе» грозит вымирание усилиями еврейского мирового заговора, и отвергают христианство как творение евреев. Многие входившие во внутренний круг организации The Order, ополчения сторонников превосходства белой расы, действовавшего в США в 1980-е годы, называли себя одинистами. Различные расистские неоязычники поддержали лозунг Четырнадцати слов, который был разработан членом The Order Дэвидом Лейном. Некоторые расистские организации, такие как Орден девяти углов и Чёрный орден, сочетают элементы неоязычества с сатанизмом, тогда как другие расистские неоязычники, такие как вотанист Рон МакВан, отвергают синкретизм этих двух религий.
По данным состоянию на 2021 год 32 фёлькише (нео-фёлькише) организации в Соединённых Штатах определены Южным центром правовой защиты бедноты как группы ненависти, крупнейшей из которых является Народная ассамблея Асатру.